# محوطه شکرآباد
محوطه شکرآباد مربوط به سده‌های میانه دوران‌های تاریخی پس از اسلام است و در شهرستان ایرانشهر، بخش بمپور، دهستان بمپور شرقی، شهرک شهید بهشتی، ۱۰۰ متری غرب روستای شکرآباد واقع شده و این اثر در تاریخ ۳۰ بهمن ۱۳۸۶ با شمارهٔ ثبت ۲۱۱۵۴ به‌عنوان یکی از آثار ملی ایران به ثبت رسیده است.